# Clavis Mathematicae
Clavis Mathematicae (la clau per a la matemàtica) que és el nom abreujat d'Arithmeticae en numeris et Speciebus institut ... quasi clavis mathematicae est, conegut comunament com a Clavis mathematicae, és un llibre de matemàtica publicat l'any 1631 per William Oughtred.
Es tracta d'un manual de menys de 100 pàgines que l'autor havia utilitzat per l'ensenyament per a un dels seus alumnes (Lord William Howard, fill del comte d'Arundel). No és un text fàcil d'entendre i comprèn gran part del coneixement sobre aritmètica i àlgebra del seu temps.
Malgrat la seva format condensada, el llibre ràpidament va atreure l'interès dels col·legues matemàtics de Oughtred. En el moment en la segona edició de l'obra,1658,la reputació de l'autor s'havia fonamentat dins la comunitat dels científics europeus.
En el seu Clavis mathematicae, Oughtred descriu el sistema hindú-àrab de notació matemàtica, exposa la teoria de les fraccions decimals, i inclou una discussió detallada d'àlgebra. Al llarg de l'obra, que incorpora una sèrie d'anotacions taquigràfiques matemàtiques que havia concebut com una forma de denotar potències, relacions, proporcions, i similars.
Si bé gran part de taquigrafia matemàtica de Oughtred va ser rebutjada pels lectors per ser massa complicada, dos dels seus símbols- "X" per a la multiplicació i "::" per la proporció, han passat a convertir-se en part de la taquigrafia matemàtica universal juntament amb els de matemàtic contemporani i científic Thomas Harriot (1530-1621). Encara que Oughtred utilitza la notació π com un dels seus símbols, el seu ús només significava el perímetre d'un cercle, no la relació entre el perímetre i el diàmetre.